# Bad Windsheim
Bad Windsheim is een plaats in de Duitse deelstaat Beieren, gelegen in het Landkreis Neustadt an der Aisch-Bad Windsheim. De stad telt 12.195 inwoners.

## Geografie
Bad Windsheim heeft een oppervlakte van 78,26 km² en ligt in het zuiden van Duitsland.

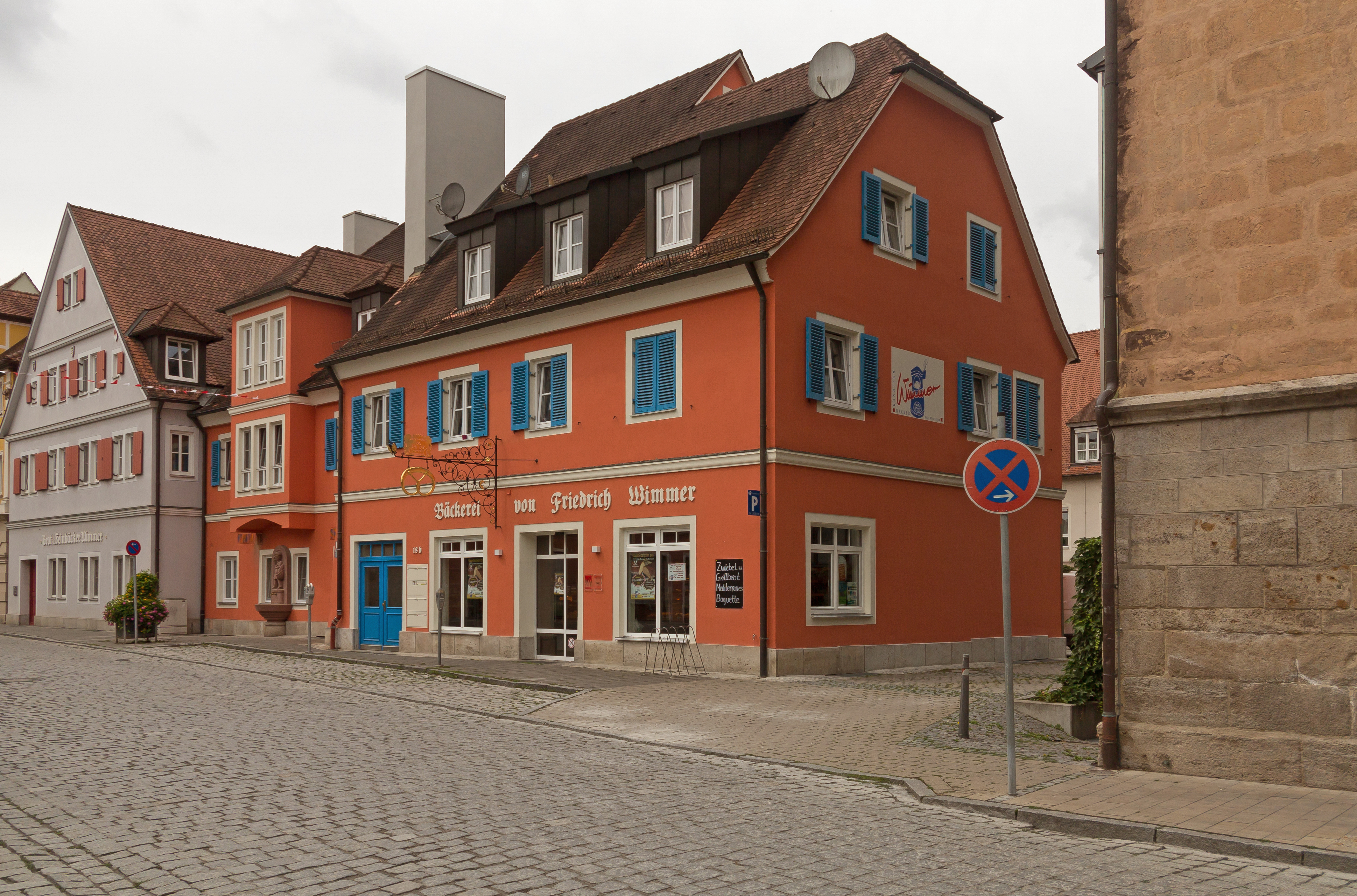
Bad Windsheim, straatzicht: die Rothenburger Strasse

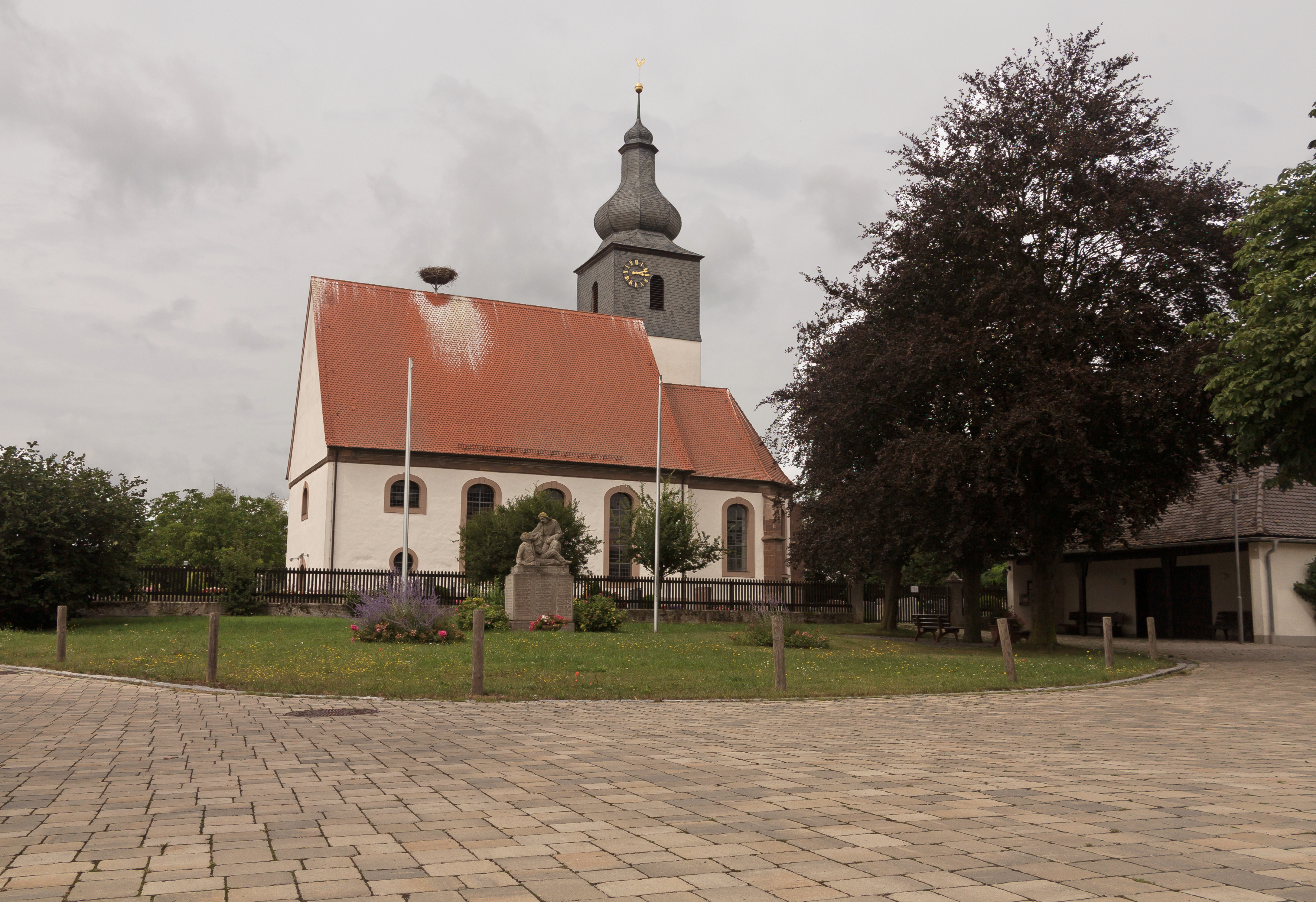
Lenkersheim, de evangelisch kerk: Pfarrkirche Dreifaltigkeit volkstümlich Sankt Johannes

## Geschiedenis
Windsheim was in de middeleeuwen een vrije rijksstad; zie rijksstad Windsheim. Het dorp Külsheim was een rijksdorp.
Bad Windsheim ·
Baudenbach ·
Burgbernheim ·
Burghaslach ·
Dachsbach ·
Diespeck ·
Dietersheim ·
Emskirchen ·
Ergersheim ·
Gallmersgarten ·
Gerhardshofen ·
Gollhofen ·
Gutenstetten ·
Hagenbüchach ·
Hemmersheim ·
Illesheim ·
Ippesheim ·
Ipsheim ·
Langenfeld ·
Marktbergel ·
Markt Bibart ·
Markt Erlbach ·
Markt Nordheim ·
Markt Taschendorf ·
Münchsteinach ·
Neuhof a.d.Zenn ·
Neustadt a.d.Aisch ·
Oberickelsheim ·
Obernzenn ·
Oberscheinfeld ·
Scheinfeld ·
Simmershofen ·
Sugenheim ·
Trautskirchen ·
Uehlfeld ·
Uffenheim ·
Weigenheim ·
Wilhelmsdorf